# Habkowce
Habkowce – osada w Polsce położona w województwie podkarpackim, w powiecie leskim, w gminie Cisna.

## Historia
Początki
Wieś powstała najprawdopodobniej w czasach przynależności tychże terenów do Rusi.
Habkowce lokowane były przez Balów z Hoczew na prawie wołoskim w latach 1551–1600 (a dokładniej w latach 1577–1589). Z lokacją związany był obowiązek spoczywający na kniaziu, aby w razie potrzeby stawił się zbrojnie z dwoma lub trzema ludźmi. W zamian kniaź otrzymał z tytułu lokacji 2 łany gruntu.
Habkowice, położona w ziemi sanockiej województwa ruskiego. 
Nowożytność
W połowie XIX wieku właścicielem posiadłości tabularnej w Habkowcach był hr. Henryk Fredro.
W roku 1833 wybudowano na okolicznym pagórku (w otoczeniu kilkusetletnich lip) drewnianą cerkiew.
Współczesność
W 1921 roku Habkowce liczyły 26 domów oraz 142 mieszkańców, gdzie wszyscy byli wyznania greckokatolickiego.
Po II wojnie światowej Habkowce zostały doszczętnie zniszczone i wysiedlone. Ponowne zasiedlenie tych terenów nastąpiło w latach 60., wówczas powstało tam kilka domów.
W latach 1975–1998 miejscowość administracyjnie należała do województwa krośnieńskiego.